# Франгулов, Сергей Иванович
Сергей Иванович Франгулов (1862—1928) — астраханский общественный деятель, член IV Государственной думы от Астраханской губернии.

## Биография

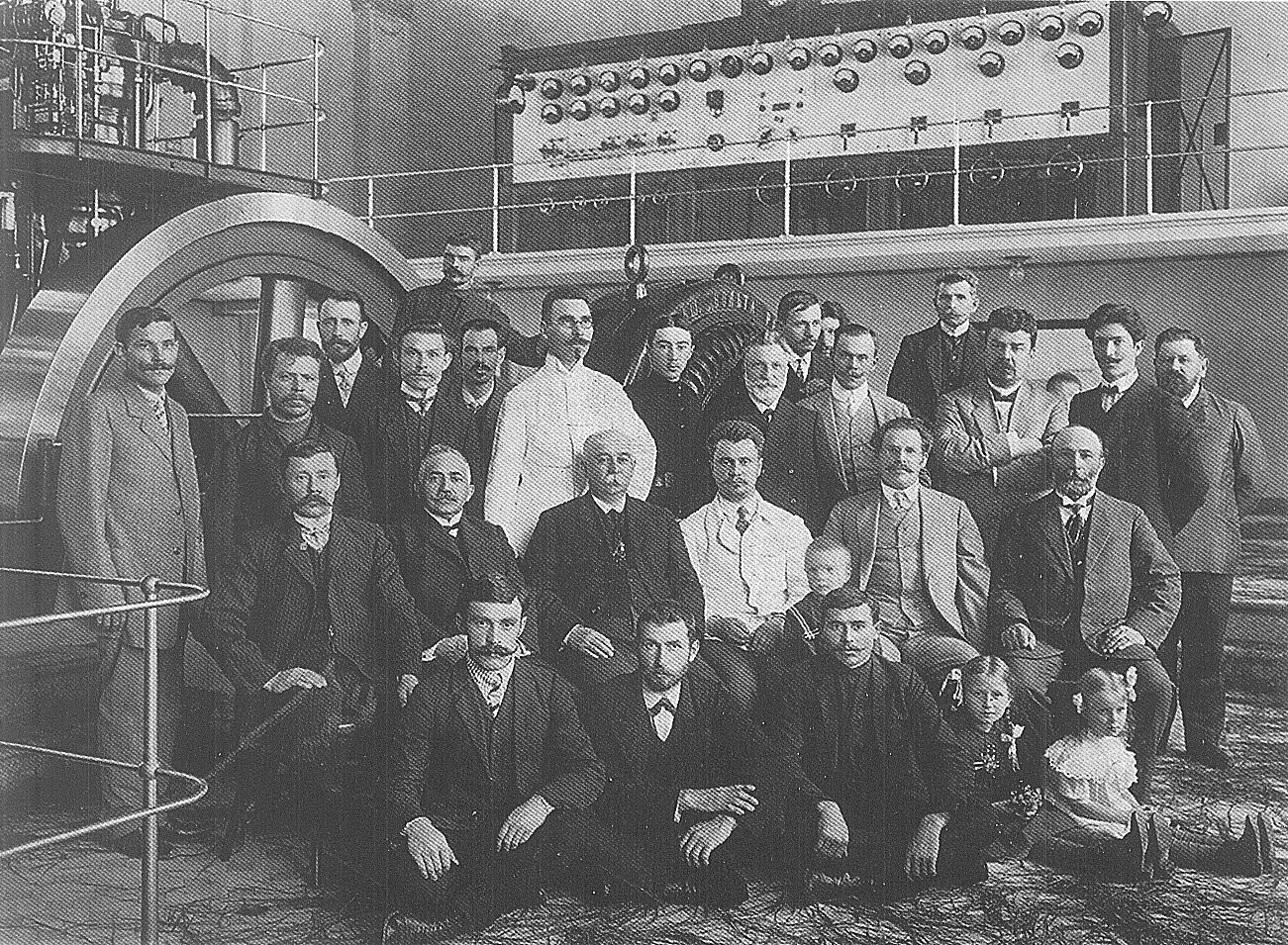
Зал астраханской электростанции (во втором ряду третий слева — С. И. Франгулов)

Армяно-григорианского вероисповедания. Потомственный почетный гражданин. Сын астраханского купца 1-й гильдии Ивана Егоровича Франгулова (1828—1904) и жены его Екатерины Ивановны Арзумановой (1832—1874). Землевладелец (991 десятина), домовладелец.
Образование получил в Московском Петропавловском немецком училище, по окончании которого начал службу по городскому общественному самоуправлению. Состоял почетным смотрителем городского училища. В течение многих лет избирался гласным Астраханской городской думы и членом городской управы. Кроме того, в разные годы состоял гласным Астраханского уездного земского собрания, директором губернского тюремного комитета, помощником директора Астраханского Николаевского детского приюта и почетным блюстителем 3-го Астраханского городского мужского приходского училища.
В 1912 году был избран членом Государственной думы от съезда землевладельцев Астраханской губернии. Входил во фракцию прогрессистов и Прогрессивный блок. Состоял членом комиссий: бюджетной, по городским делам, по переселенческому делу, по рабочему вопросу, по исполнению государственной росписи доходов и расходов, по направлению законодательных предположений.
Во время Февральской революции отсутствовал в Петрограде по болезни. После Октябрьской революции оставался в Астрахани, несколько раз арестовывался, но затем освобождался. Умер в 1928 году.

## Семья
Был женат на дочери промышленника Фелицате Ивановне Башкиной (1862—1952). Их дети:
- Михаил (1894—1918), окончил Астраханское реальное училище и юридический факультет Московского университета. Участник Белого движения, погиб в бою под Ремонтным.
- Георгий (1896—1971), окончил Астраханское реальное училище и юридический факультет Московского университета. По мобилизации служил в РККА. После Гражданской войны работал юрисконсультом, затем адвокатом в Москве.
- Степан (1897—1971), окончил Михайловское артиллерийское училище (1917), служил в РККА. Учился в Астраханском университете. После войны работал товароведом в Министерстве торговли в Баку. Его дочь Екатерина (р. 1930) — профессор Астраханской консерватории, составитель семейной хроники «Лики ушедшего времени …».
- Екатерина (1898—1922), окончила гимназию, готовилась к поступлению на высшие женские курсы.